# American National Standards Institute

Logotypen för ANSI

American National Standards Institute (ANSI) är en amerikansk standardiseringsorganisation som bildades 1918 under namnet ASA - American Standards Association.  År 1969 bytte organisationen namn till sitt nuvarande. I ANSI-högkvarteret som är beläget i Washington, samt i kontoret i New York är de tillsammans över 90 anställda. 
ANSI är en organisation som skapar och kungör ett brett spektrum av normer och riktlinjer; från akustisk apparatur till byggnadsutrustning, från mejeri- och boskapsproduktion till energidistribution, samt många fler.
Några välkända ANSI-standarder är:
- ASA-standarden för ljuskänsligheten hos fotografisk film, som blev grunden för ISO-standarden för filmkänslighet som idag används över hela världen.

- Den ursprungliga standard-implementeringen av programmeringsspråket C blev känd som ANSI C.

- I Microsoft Windows syftar frasen "ANSI" på Windows ANSI code pages (trots att de inte är några ANSI-standarder). De flesta av dessa teckenkoder har fast kodlängd, men några tecken för ideografiska språk har variabel längd. Eftersom dessa teckenkoder grundar sig på utkast av olika versioner av ISO-8859, är många av Microsofts symboler mycket lika ISO-symbolerna, vilket har fått många att felaktigt tro att de är identiska. Mer precist heter de vanligaste teckenkodningar som omfattas av denna beteckning CP1252 (eller Windows-1252) och CP932.  Även Unicode i kodningsformen UTF-8 faller (internt) in under detta som CP65001.